# Pseudorhyssa nigricornis

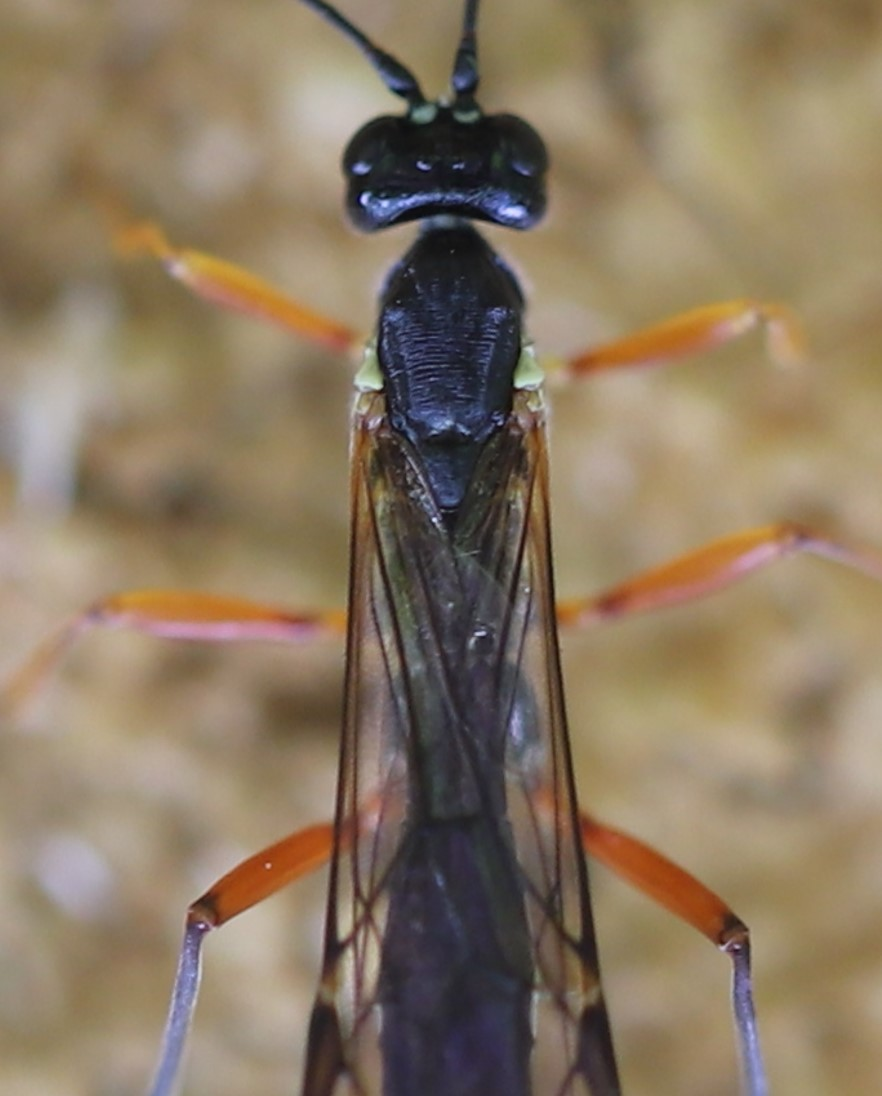
Dorsalansicht

Pseudorhyssa nigricornis ist eine Schlupfwespe in der Unterfamilie Pimplinae. Die Art wurde von dem deutschen Entomologen Julius Theodor Christian Ratzeburg im Jahr 1852 als Rhyssa nigricornis erstbeschrieben. Sie ist eine von zwei Arten der Gattung Pseudorhyssa in Europa. Von der anderen Art, Pseudorhyssa alpestris, unterscheidet sie sich durch die schwarzen Coxae der Hinterbeine, die bei P. alpestris rot gefärbt sind. Außerdem ist das Metasoma bei P. nigricornis vollständig schwarz, während bei P. alpestris die Tergite I und II einen rötlichen Fleck aufweisen.

## Taxonomie
Pseudorhyssa nigricornis war in der Vergangenheit auch unter den folgenden Synonymen bekannt:
- Pseudorhyssa praealpina (Gyorfi, 1946)
- Rhyssa praealpina Gyorfi, 1946
- Pseudorhyssa sternata Merrill, 1915
- Pseudorhyssa maculicoxis (Kriechbaumer, 1889)

Die zugehörige Gattung Pseudorhyssa wurde erst im Jahr 2018 aufgrund molekularbiologischer Studien von den Poemeniinae zu den Pimplinae verschoben.

## Merkmale
Die schlanken Schlupfwespen sind etwa 16 mm lang. Kopf, Thorax und Hinterleib sind fast vollständig schwarz. Die Weibchen weisen im Gesicht zwei gelbe Längsstreifen auf, die von den Fühlereinlenkungen bis zum Clypeus reichen. Das Gesicht der Männchen ist vollständig gelb gefärbt. Weiterhin ist der Scapus (basales Fühlerglied) der Männchen ventral gelb gefärbt. Die Palpen sind gelbrot bis braun gefärbt. Am Ansatz der Vorderflügel weisen die Schlupfwespen ein gelbes Sklerit auf. Die Coxae sind schwarz. Trochanteren, Femora, Tibien und Tarsen sind bei den Vorder- und Mittelbeinen gelbrot. Die Hinterbeine besitzen gelbrote Trochanteren und Femora, wobei letztere am apikalen Ende verdunkelt sind. Die hinteren Tibien und Tarsen sind schwarz. Der Legebohrer der Weibchen misst etwa die 1,1 bis 1,2-fache Körperlänge. Die Vorderflügel weisen ein schmales Pterostigma auf. Das Areolet ist dreiecksförmig und relativ groß. Ein kurzer Ramellus ist vorhanden.
Die Gattung Pseudorhyssa weist einen deutlichen Kiel am Praepectus (epicnemial carina) auf. Das Mesoscutum (Rückenplatte) besitzt querverlaufende Rillen. Der Clypeus ist klein und apikal gekerbt. Das zweite metasomale Tergit besitzt basolaterale Gruben.
In Nordamerika ist Pseudorhyssa nigricornis die einzige Art mit einem geriffelten Mesoscutum, die nicht zur Unterfamilie Rhyssinae gehört. Diese Art kann dort durch das größere Areolet (kleine Flügelzelle), einen vollständigen Hinterhauptkiel (occupital carina), einer breiten anterolateralen Rille am zweiten Hinterleibssegment und anhand des Fehlens eines entwickelten Horns am apikalen Segment des Hinterleibs beim Weibchen von anderen Arten unterschieden werden.

## Verbreitung
Pseudorhyssa nigricornis ist in der Westpaläarktis und in der Nearktis verbreitet.

## Lebensweise
Die Schlupfwespen beobachtet man von Mai bis August, am häufigsten im Mai und im Juni. Die Vertreter der Gattung Pseudorhyssa sind als Kleptoparasiten bekannt. Primärwirt von Pseudorhyssa nigricornis ist die Holzwespen-Schlupfwespe (Rhyssa persuasoria), Sekundärwirte sind Holzwespen (Siricidae). Es konnte beobachtet werden, dass das Pseudorhyssa nigricornis-Weibchen sich in der Nähe aufhält und wartet, bis das Rhyssa persuasoria-Weibchen ein Loch ins Holz gebohrt hat und ein Ei an der Holzwespenlarve abgelegt hat. Pseudorhyssa nigricornis platziert anschließend mit ihrem schlanken und viel schwächeren Legebohrer ein eigenes Ei in das Loch. Aus dem recht großen Ei schlüpft rasch eine im ersten Stadium besonders gut gepanzerte Larve, die das Rhyssa-Ei oder die Rhyssa-Larve tötet, bevor sie den durch das Rhyssa-Weibchen gelähmten Wirt verzehrt.